# George Brinton McClellan
George Brinton McClellan Jr. (Dresda, 23 novembre 1865 – Washington, D.C., 30 novembre 1940) è stato un politico e storico statunitense  di origine tedesca, 93° sindaco di New York.